# Paraona staudingeri
Paraona staudingeri är en fjärilsart som beskrevs av Alphéraky 1897. Paraona staudingeri ingår i släktet Paraona och familjen björnspinnare. Inga underarter finns listade i Catalogue of Life.

## Bildgalleri

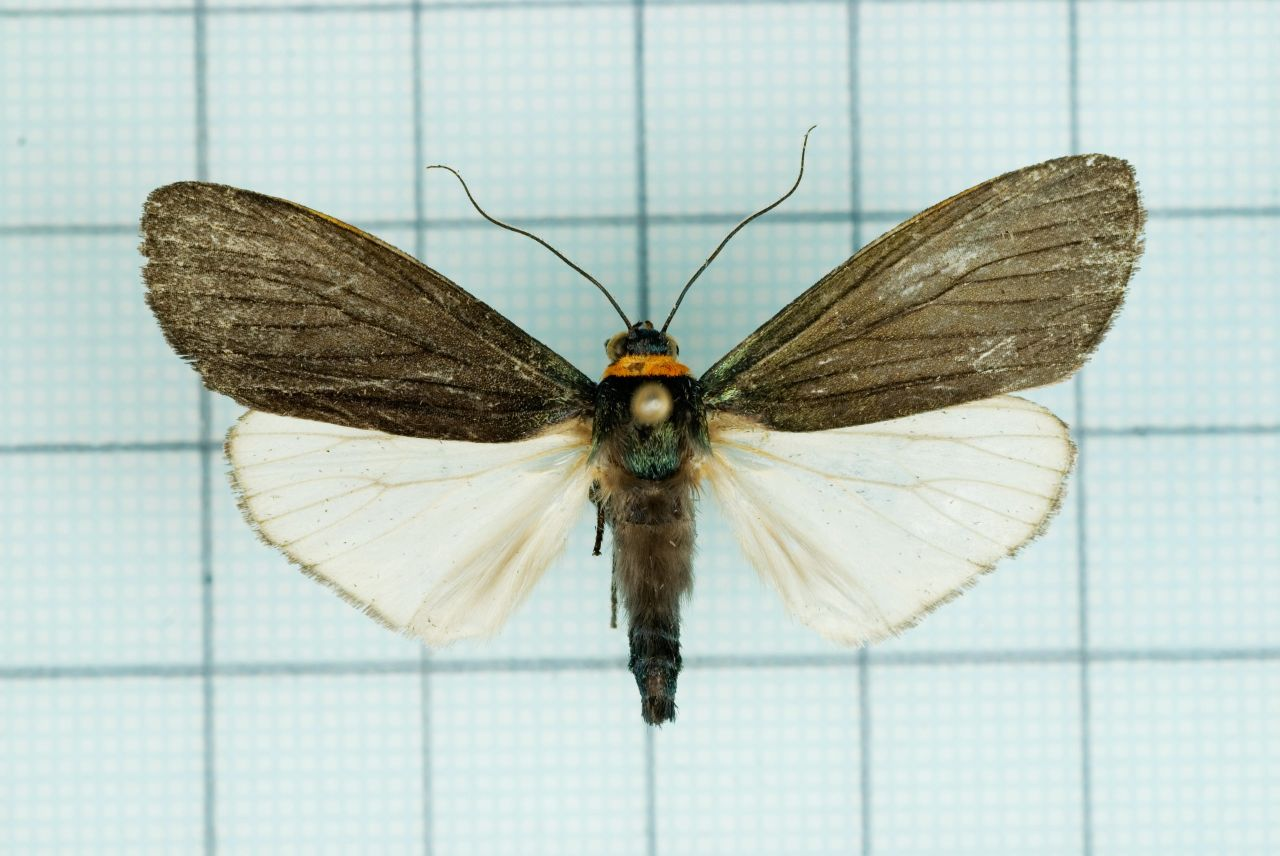